# Старі Ключі
Старі Ключі (рос. Старые Ключи) — село Бичурського району, Бурятії Росії. Входить до складу Сільського поселення Окіно-Ключевське.
Населення — 179 осіб (2015 рік).